# Марша Тали
Марша Тали (на английски: Marcia Talley) е американска писателка на бестселъри в жанра трилър.

## Биография и творчество
Марша Тали е родена на 12 април 1943 г. в Кливланд, Охайо, САЩ, в семейството на Томас Тали и Елизабет Тъкърман, служител във Военноморските сили и медицинска сестра. Има сетра. Заради професията на баща си отраства в Охайо, Калифорния, Китай, Ню Йорк, Вирджиния, Канзас и Тайван.
Завършва през 1965 г. Колежа „Оберлин“ с бакалавърска степен по френска филология. През 1981 г. завършва Колидж Парк на Университета на Мериленд с магистърска степен по библиотекознание.
На 5 септември 1964 г. се омъжва за професора по музика Джон Бари Тали. Имат две дъщери – Лора Гайер и Сара Глас.
След дипломирането си в периода 1968-1971 г. е библиотекар в девическото училище „Браян Мор“ в Балтимор, през 1971-1981 г. е библиотекар в колежа „Сейнт Джон“ в Анаполис, през 1981-1984 г. е библиотекар в „TeleSec“ във Вашингтон, през 1984-1988 г. е ръководител на технически услуги към Асоциацията на американските банкери във Вашингтон, през 1988-1996 г. е ръководител на библиотечната система към Върховната сметна палата във Вашингтон, а в периода 1996-2000 г. е ръководител на автоматизирани системи към Библиотеката на Академията на Военноморските сили на САЩ в Анаполис, Мериленд. През 2000 г. взема ранно пенсиониране и се посвещава на писателската си кариера.
Към края на библиотекарската си кариера започва да пише криминална литература. За неиздадения си ръкопис получава стипендия през 1998 г., за да го завърши. Първият ѝ трилър „Sing It to Her Bones“ от поредицата „Хана Айвс“ е публикуван през 1998 г. Главната героиня, също като авторката, успешно е преживяла рак на гърдата и се нуждае от почивка. Но убийците са навсякъде и престъпленията им трябва да бъдат разкрити, за да възтържествува правосъдието.
През 2001 г. участва в популярния за началото на века литературен експеримент, в който няколко автори пишат съвместно едно произведение. Всичките 13 авторки заедно създават романа „Naked Came the Phoenix“.
През 2010 – 2011 г., заедно с още 25 прочути автори на криминални романи се събират, за да напишат заедно експресивния трилър „Няма покой за мъртвите“. Освен нея участници са Джефри Дивър, Кати Райкс, Питър Джеймс, Сандра Браун, Р. Л. Стайн, Лайза Скоталайн, Реймънд Хури, Джон Лескроарт, и др., а световноизвестният Дейвид Балдачи изготвя предговора. Всички те влагат своята изобретателност, за да опишат превратната съдба на детектива Джон Нън, който се е справял перфектно в разследванията си. Но една-единствена грешка не му дава покой и последствията от нея го преследват с години.
Тя е член на Асоциацията на писателите на криминални романи, на Асоциацията на писателите на Мериленд и на организацията „Sisters in Crime“, на която в периода 2009-2010 г. е национален президент.
Марша Тали живее със семейството си в Анаполис, Мериленд, и на яхта на Бахамите през лятото.

## Произведения

### Самостоятелни романи
- Naked Came the Phoenix (2001) – с Невада Бар, Мери Джейн Кларк, Диана Габалдон, Фей Келерман, Джудит Джанс, Лори Р Кинг, Вал Макдърмид, Пам и Мери О'Шонъси, Ан Пери, Нанси Пикард, Дж. Д. Роб и Лайза Скоталайн
- No Rest for the Dead (2011) – с Джеф Абот, Лори Армстронг, Дейвид Балдачи, Сандра Браун, Томас Х. Кук, Джефри Дивър, Диана Габалдон, Андрю Ф. Гули, Ламия Гули, Питър Джеймс, Дж. А. Джайс, Фей Келерман, Реймънд Хури, Джон Лескроарт, Джеф Линдзи, Гейл Линдс, Алегзандър Маккол Смит, Филип Марголин, Майкъл Палмър, T. Джеферсън Паркър, Матю Пърл, Кати Райкс, Маркъс Сакей, Джонатан Сантлофър, Лайза Скоталайн, Р. Л. Стайн и Тес Геритсън
Няма покой за мъртвите, изд.: ИК „Обсидиан“, София (2011), прев. Боян Дамянов

### Серия „Хана Айвс“ (Hannah Ives)
1. Sing It to Her Bones (1998)
2. Unbreathed Memories (2000) – награда на списание „Romantic Times“ за романтичен трилър
3. Occasion of Revenge (2001)
4. In Death's Shadow (2004)
5. This Enemy Town (2005)
6. Through the Darkness (2006)
7. Dead Man Dancing (2008)
8. Without a Grave (2009)
9. All Things Undying (2010)
10. A Quiet Death (2011)
11. The Last Refuge (2012)
12. Dark Passage (2013)
13. Tomorrow's Vengeance (2014)
14. Daughter of Ashes (2015)
15. Footprints to Murder (2016)

### Новели
- With Love, Marjorie Ann (1999)
- For Sale by Owner (2000)
- Conventional Wisdom (2000)
- To Catch a Fish (2001)
- Too Many Cooks (2002) – награди „Антъни“ и „Агата“
- Safety First (2003)
- Vital Signs (2006)
- Miss Havisham Regrets (2004)
- Driven to Distraction (2006) – награда „Агата“
- The Queen is Dead, Long Live the Queen (2005)
- Home Movies (2006)
- Two Sisters (2007)
- Can You Hear Me Now? (2009)

### Документалистика
- We Are Family: Sisters in Crime, Celebrating 20 Years of Opening Doors for Women in the Mystery Field (2006)